# جيريمي تشارلز
جيريمي تشارلز (بالإنجليزية: Jeremy Charles)‏ هو لاعب كرة قدم بريطاني، ولد في 26 سبتمبر 1959 في سوانزي في المملكة المتحدة. شارك مع منتخب ويلز لكرة القدم. أما مع النوادي، فقد لعب مع أكسفورد يونايتد وسوانزي سيتي وكوينز بارك رينجرز.

## وصلات خارجية
- جيريمي تشارلز على موقع الاتحاد الأوربي (الإنجليزية)
- جيريمي تشارلز على موقع قاعدة بيانات كرة القدم.إي يو (الإنجليزية)